# 上田地域広域連合
上田地域広域連合（うえだちいきこういきれんごう）は長野県東信地方の上田地域にある広域連合。構成市町村は上田市と東御市、小県郡の長和町と青木村、埴科郡坂城町である。坂城町は本来の東信地方でや上田地域ではなく、長野広域連合や千曲坂城消防組合にも加盟しているため、図書館情報ネットワークなどの一部業務のみ参加している。

## 概要
定数23の上田地域広域連合議会、上田地域広域連合事務局などの組織がある。業務内容は介護、ごみ処理（上田クリーンセンター、丸子クリーンセンター、東部クリーンセンター）、斎場業務（依田窪斎場・大星斎場）、消防業務などが行われている。

## 広域消防本部
- 坂城町を除く上田地域広域連合が管轄区域である。

### 消防本部所在地

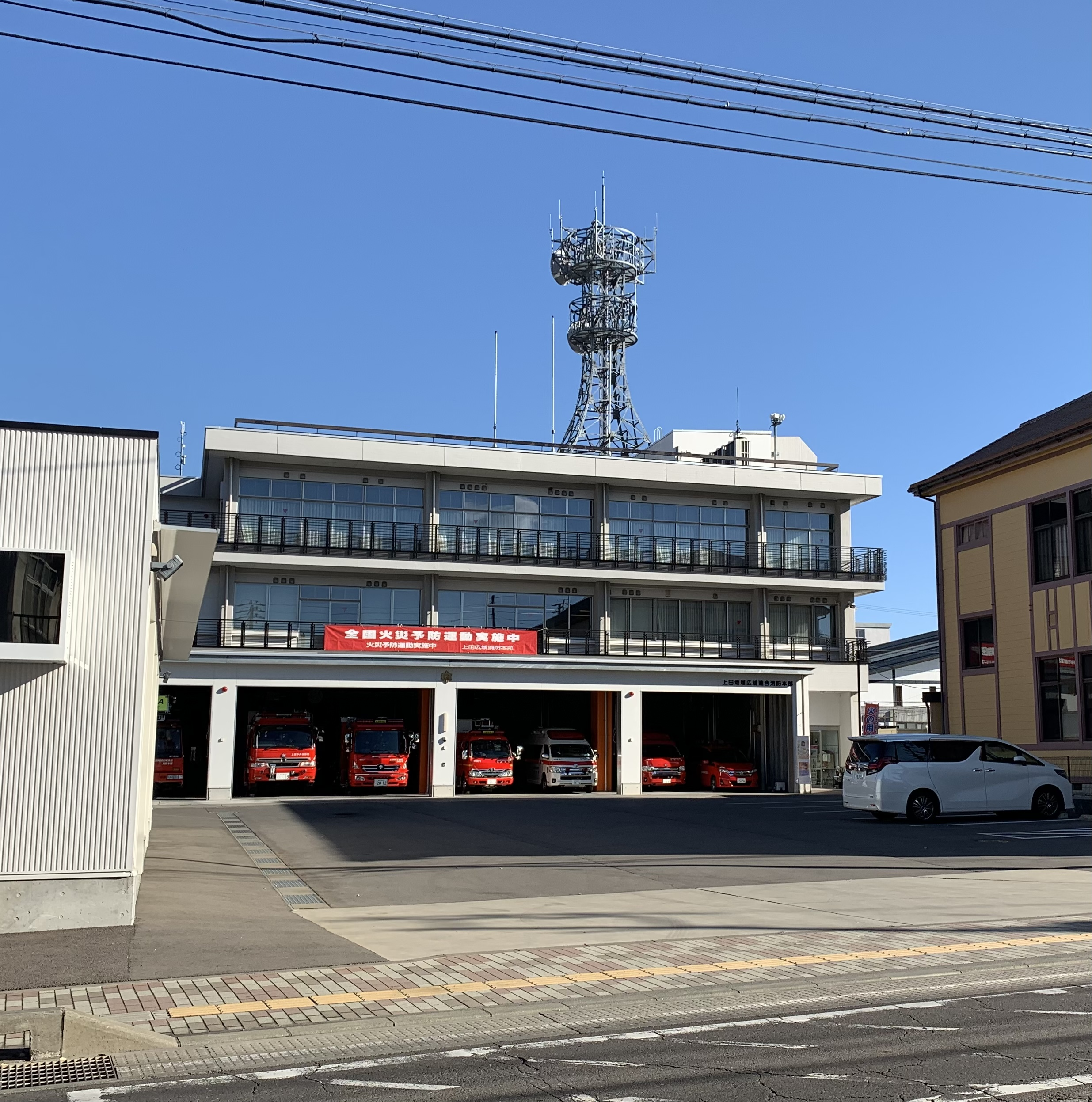
上田地域広域連合消防本部・上田中央消防署

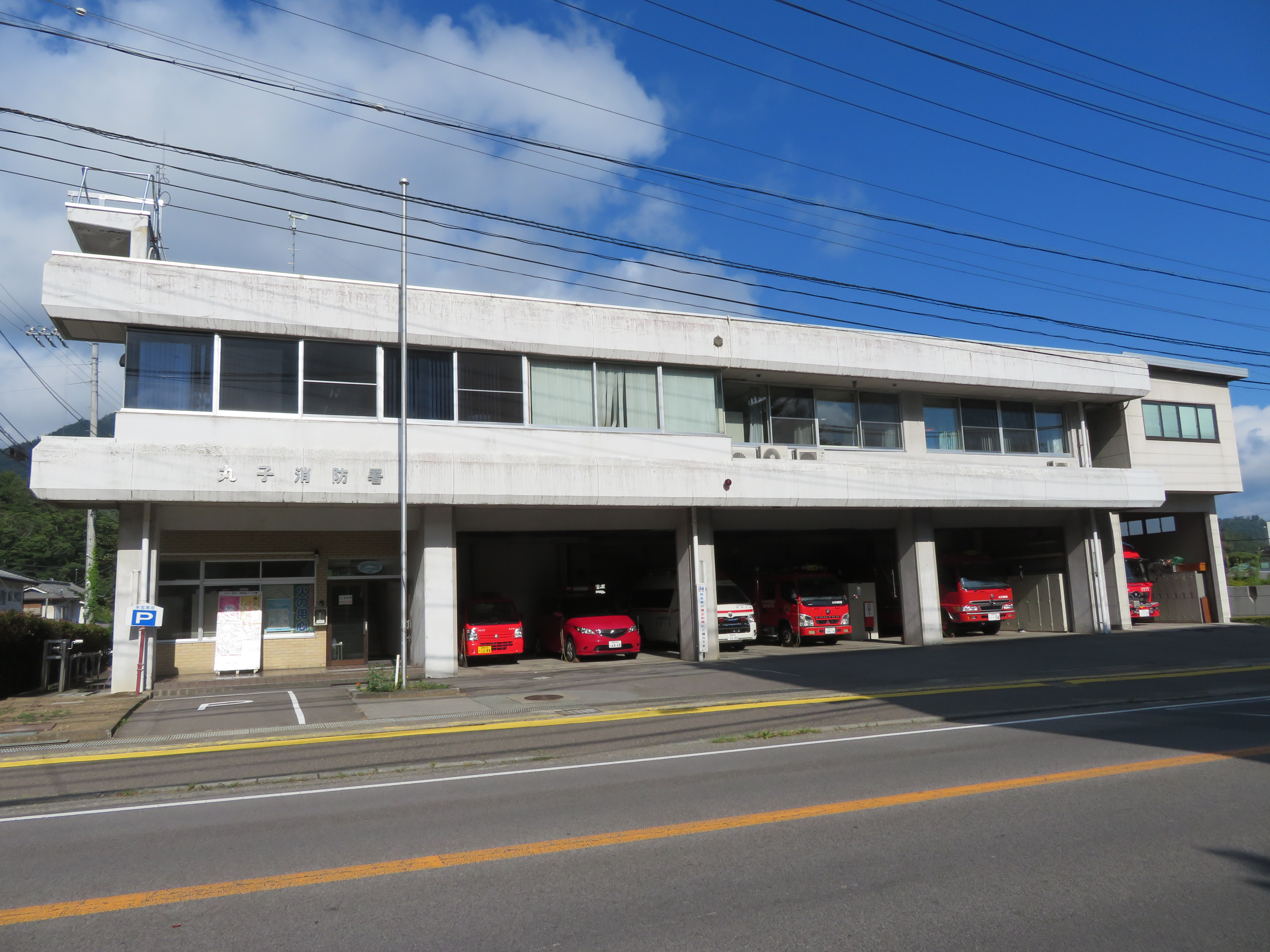
丸子消防署

- 消防本部：長野県上田市大手2-7-16
- 消防署

| 消防署           | 住所                 |
| ---------------- | -------------------- |
| 上田中央消防署   | 上田市大手2-7-16     |
| 上田南部消防署   | 上田市小島550-1      |
| 上田東北消防署   | 上田市芳田1515-1     |
| 川西消防署       | 上田市浦野126-2      |
| 丸子消防署       | 上田市上丸子1603-1   |
| 真田消防署       | 上田市真田町長7174-1 |
| 東御消防署       | 東御市県268-1        |
| 依田窪南部消防署 | 長和町古町2640-1     |

- 消防力（令和４年現在)
  - 水槽付き消防ポンプ自動車：8
  - 消防ポンプ自動車：6
  - 化学消防自動車：1
  - 大型水槽車：2
  - はしご付消防自動車：2
  - 救助工作車：3
  - 救急自動車：11
  - 指令車・広報車：11
  - 指導査察車：３
  - トライアルオフロードバイク：6
  - その他：14
  - 消防車両　合計67台